# بابلو ليما
بابلو ليما (بالإسبانية: Pablo Lima)‏ (26 أبريل 1991 بمونتفيدو في الأوروغواي - ) هو لاعب كرة قدم أوروغواني في مركز الدفاع. شارك مع منتخب الأوروغواي تحت 20 سنة لكرة القدم ومنتخب الأوروغواي لكرة القدم. أما مع النوادي، فقد لعب مع بنيارول وروزاريو سنترال وفيليز سارسفيلد وكيلمس ونادي أتليتيكو كولون ونادي دانوبيو وG.S. Iraklis Thessaloniki ‏ ونادي إيراكليس.

## مسيرته الكروية
لعب بابلو ليما خلال مسيرته الاحترافية مع 7 أندية في ثمانية عشر موسمًا وسجل خلالها 26 هدفًا ضمن 326 مباراة. ولم يفز بأي موسم بالكأس وفاز في أربعة مواسم بالدوري.
خاض بابلو ليما مسيرته مع نادي دانوبيو في موسم 2001 في المرة الأولى ليلعب معه ثمانية مواسم ثم في موسم 2015–16 لمدة موسم واحد، مشاركًا طوالها في 209 مباراة سجل خلالها 18 هدفًا. ثم انتقل إلى نادي فيليز سارسفيلد في موسم 2007–08 في المرة الأولى ولمدة موسمين ثم في موسم 2009–10 لمدة موسم واحد، حيث شارك طوالها في 49 مباراة سجل خلالها 4 أهداف. لينتقل بعدها إلى نادي روزاريو سنترال في موسم 2008–09 لمدة موسم واحد، مشاركًا في 18 مباراة سجل خلالها هدفين. ثم انتقل إلى نادي إيراكليس في موسم 2010–11 لمدة موسم واحد، مشاركًا في 21 مباراة سجل خلالها هدفًا واحدًا. هذا وانتقل لاحقًا إلى نادي أتليتيكو كولون في موسم 2011–12 لمدة موسم واحد، مشاركًا في 4 مباريات ولم يسجل أي هدف. ثم انتقل بعدها إلى نادي كيلمس في موسم 2012–13 لمدة موسم واحد، مشاركًا في 18 مباراة سجل خلالها هدفًا واحدًا. ليعود وينتقل من جديد، لكن هذه المرة إلى نادي بنيارول في موسم 2013–14 ولمدة موسمين، مشاركًا في 7 مباريات ولم يسجل أي هدف.

## وصلات خارجية
- بابلو ليما على موقع قاعدة بيانات كرة القدم.إي يو (الإنجليزية)
- بابلو ليما على موقع ناشيونال فوتبول تيمز (الإنجليزية)
- بابلو ليما على موقع Soccerway.com (الإنجليزية)